# Pineta di Casalborsetti, Pineta Staggioni, Duna di Porto Corsini
Pineta di Casalborsetti, Pineta Staggioni, Duna di Porto Corsini este o arie protejată (arie specială de conservare — SAC, sit de importanță comunitară — SCI, arie de protecție specială avifaunistică — SPA) din Italia întinsă pe o suprafață de 578 ha, din care 24 % marine.

## Localizare
Centrul sitului Pineta di Casalborsetti, Pineta Staggioni, Duna di Porto Corsini este situat la coordonatele 44°32′12″N 12°16′42″E / 44.536667°N 12.278333°E.

## Înființare
Situl Pineta di Casalborsetti, Pineta Staggioni, Duna di Porto Corsini a fost declarat sit de importanță comunitară în iunie 1995 pentru a proteja 1 specie de plante și 44 de specii de animale. Alte tipuri de protecție:
- arie de protecție specială avifaunistică (în septembrie 2009)[3]
- arie specială de conservare (în decembrie 2019)[2][4][5]

## Biodiversitate
Situată în ecoregiunea continentală, aria protejată conține 17 habitate naturale: Pășuni mediteraneene udate de apa mării (Juncetalia maritimi), Păduri de Quercus ilex și Quercus rotundifolia, Păduri mixte riverane de Quercus robur, Ulmus laevis și Ulmus minor, Fraxinus excelsior sau Fraxinus angustifolia, de-a lungul marilor râuri (Ulmenion minoris), Salicornia și alte specii anuale care populează regiunile mlăștinoase și nisipoase, Dune de coastă cu Juniperus spp., Pajiști umede mediteraneene cu ierburi înalte de Molinio-Holoschoenion, Galerii de Salix alba și de Populus alba, Dune cu Hyppophaë rhamnoides, Lacuri eutrofice naturale cu vegetație de tip Magnopotamion sau Hydrocharition, Dune împădurite cu Pinus pinea și/sau Pinus pinaster, Estuare, Dune mobile de-a lungul țărmului cu Ammophila arenaria („dune albe”), Păduri de stejar alb estice, Dune mobile cu vegetație embrionară, Vegetație anuală la limita mareei, Dune cu vegetație ierboasă Malcolmietalia, Dune de coastă fixe cu vegetație erbacee („dune gri”).
La baza desemnării sitului se află mai multe specii protejate:
- plante (1): Salicornia veneta
- păsări (34): lăcar mare (Acrocephalus arundinaceus), lăstunul mare (Apus apus), caprimulg (Caprimulgus europaeus), prundăraș de sărătură (Charadrius alexandrinus), chirichița cu obraz alb (Chlidonias hybrida), chirighiță neagră (Chlidonias niger), erete cenușiu (Circus pygargus), cuc (Cuculus canorus), lăstun de casă (Delichon urbicum), egretă mică (Egretta garzetta), presură de grădină (Emberiza hortulana), vânturel de seară (Falco vespertinus), muscar-gulerat (Ficedula albicollis), scoicar (Haematopus ostralegus), Hippolais polyglotta, rândunică (Hirundo rustica), capîntortură (Jynx torquilla), sfrâncioc roșiatic (Lanius collurio), Larus genei, pescăruș-cu-cap-negru (Larus melanocephalus), pescăruș râzător (Larus ridibundus), privighetoare (Luscinia megarhynchos), codobatura galbenă (Motacilla flava), muscar sur (Muscicapa striata), grangur (Oriolus oriolus), viespar (Pernis apivorus), corcodel mare (Podiceps cristatus), corcodel-cu-gât-negru (Podiceps nigricollis), chiră de baltă (Sterna hirundo), chiră mică (Sternula albifrons), turturică (Streptopelia turtur), silvie de câmp (Sylvia communis), chiră de mare (Thalasseus sandvicensis), pupăză (Upupa epops)
- mamifere (4): liliac cârn (Barbastella barbastellus), liliac cu urechi de șoarece (Myotis blythii), liliac cărămiziu (Myotis emarginatus), liliac comun (Myotis myotis)
- nevertebrate (2): Euplagia quadripunctaria, fluturele purpuriu (Lycaena dispar)
- pești (3): Alosa fallax, Aphanius fasciatus, Pomatoschistus canestrinii
- reptile (1): Caretta caretta

Pe lângă speciile protejate, pe teritoriul sitului au mai fost identificate 11 specii de plante, 3 specii de amfibieni, 5 specii de mamifere, 4 specii de nevertebrate, 2 specii de reptile.